# Dopo la battaglia Tumbledown
Dopo la battaglia Tumbledown (When the Fighting Is Over: A Personal Story of the Battle for Tumbledown Mountain and Its Aftermath) è un saggio scritto e pubblicato da Robert Lawrence e da suo padre John Lawrence nel 1988.

## Trama
Il libro narra la biografia di Robert Lawrence, un giovane tenente delle Guardie Scozzesi partito volontario per la guerra delle Falkland del 1982. La maggior parte del libro descrive l'arruolamento volontario di Lawrence nell'esercito britannico fino alla partenza per le Isole Falkland, dove, durante la battaglia di Mount Tumbledown, Lawrence viene colpito alla testa da un soldato argentino. Dopo aver trascorso 6 ore al gelo sulla montagna viene infine soccorso da un elicottero e, sopravvissuto all'impatto della pallottola, Lawrence torna in patria in Inghilterra dove trascorre un anno in sedia a rotelle, essendo parzialmente paralizzato il lato sinistro del suo corpo. In seguito Lawrence ha dovuto affrontare lo stress post-traumatico e la convivenza con la sua nuova disabilità.